# 長棘鮶鮋
長棘鮶鮋，為輻鰭魚綱鮋形目鮋亞目平鮋科的其中一種，為深海魚類，分布於東太平洋阿留申群島至墨西哥下加利福尼亞南部海域，棲息深度201-1757公尺，體長可達39公分，棲息在軟底質底層水域，卵在漂浮的凝膠團，生活習性不明。

## 扩展阅读
維基物種上的相關：長棘鮶鮋